# Wolfgang Linger
Wolfgang Linger (* 4. November 1982 in Hall in Tirol) ist ein ehemaliger österreichischer Rennrodler, der gemeinsam mit seinem älteren Bruder Andreas Linger Doppel-Olympiasieger und dreifacher Weltmeister im Doppelsitzer wurde.

## Leben
Im Jahre 2002 nahm Wolfgang Linger erstmals mit seinem Bruder an den Olympischen Spielen in Salt Lake City teil und belegte den 8. Platz. Bei den Weltmeisterschaften 2003 konnte das Duo triumphieren und zusätzlich den dritten Platz mit der Mannschaft belegen. Bei den Europameisterschaften 2004 wurde Wolfgang Linger sowohl im Doppelsitzer als auch mit der Mannschaft Dritter. Die bisherigen Karrierehöhepunkte folgten 2006 mit dem Olympiasieg bei den Spielen in Turin und der Titelverteidigung 2010 bei den Olympischen Winterspielen in Vancouver. Bei den Weltmeisterschaften 2011 in Cesana gewann er gemeinsam mit seinem Bruder seinen zweiten WM-Titel im Doppelsitzer. Es war nach den Olympischen Spielen 2006 und den Europameisterschaften 2008 bereits ihre dritte Medaille bei Großereignissen in Cesana. Des Weiteren konnten sie ihren WM-Titel bei den Weltmeisterschaften 2012 in Altenberg erfolgreich verteidigen. Als Teil des österreichischen Teams nahmen sie an den Olympischen Winterspielen 2014 in Sotschi teil, wo sie die Silbermedaille gewannen. Am 30. März 2014 gaben Wolfgang und Andreas Linger das Ende ihrer aktiven Karriere bekannt.

## Erfolge
(jeweils mit Bruder Andreas)

### Olympische Winterspiele
- Silber: Sotschi 2014
- Gold: Vancouver 2010
- Gold: Turin 2006
- 8. Platz: Salt Lake City 2002

### Weltmeisterschaften
- Gold: (Doppelsitzerbewerb), Altenberg 2012
- Gold: (Doppelsitzerbewerb), Cesana 2011
- Gold: (Doppelsitzerbewerb), Sigulda 2003
- Bronze (Mannschaftsbewerb), Sigulda 2003
- 5. Platz, Nagano 2004

### Weltcup
- 15 Siege in Weltcup-Rennen
- Gesamtsieger 2011/12
- Gesamt-Zweiter 2010/11
- Gesamt-Dritter 2004/05, 2007/08, 2008/09
- Gesamt-Vierter 2002/03 und 2003/04

### Europameisterschaften
- Gold (Doppelsitzerbewerb), Sigulda 2010
- Bronze (Doppelsitzerbewerb), Oberhof 2004
- Bronze (Mannschaftsbewerb), Oberhof 2004

### Weltcupsiege
| Nr. | Datum         | Ort            | Bahn                                    |
| --- | ------------- | -------------- | --------------------------------------- |
| 1.  | 15. Dez. 2002 | Altenberg      | Rennschlitten- und Bobbahn Altenberg    |
| 2.  | 16. Nov. 2003 | Sigulda        | Rennrodel- und Bobbahn Sigulda          |
| 3.  | 23. Nov. 2003 | Altenberg      | Rennschlitten- und Bobbahn Altenberg    |
| 4.  | 14. Dez. 2004 | Altenberg      | Rennschlitten- und Bobbahn Altenberg    |
| 5.  | 17. Nov. 2007 | Lake Placid    | Olympia-Bobbahn Lake Placid             |
| 6.  | 12. Dez. 2009 | Lillehammer    | Bob- und Rennschlittenbahn Hunderfossen |
| 7.  | 28. Nov. 2010 | Innsbruck-Igls | Olympia Eiskanal Igls                   |
| 8.  | 18. Dez. 2010 | Park City      | Bobbahn Park City                       |
| 9.  | 23. Jan. 2011 | Altenberg      | Rennschlitten- und Bobbahn Altenberg    |
| 10. | 12. Feb. 2011 | Paramonowo     | Bobbahn Paramonowo                      |
| 11. | 19. Feb. 2011 | Sigulda        | Rennrodel- und Bobbahn Sigulda          |
| 12. | 9. Dez. 2011  | Whistler       | Whistler Sliding Centre                 |
| 13. | 28. Jan. 2012 | St. Moritz     | Olympia Bob Run St. Moritz–Celerina     |
| 14. | 18. Feb. 2012 | Sigulda        | Rennrodel- und Bobbahn Sigulda          |
| 15. | 20. Jan. 2013 | Winterberg     | Bobbahn Winterberg                      |

| Nr. | Datum        | Ort     | Bahn                           |
| --- | ------------ | ------- | ------------------------------ |
| 1.  | 7. Dez. 2008 | Sigulda | Rennrodel- und Bobbahn Sigulda |

## Auszeichnungen (Auszug)
- 2003: Goldenes Ehrenzeichen für Verdienste um die Republik Österreich[2]